# Wang Yingju
Wang Yingju (chinesisch 王英菊; * 7. Juli 1985) ist eine ehemalige chinesische Leichtathletin, die sich auf den Sprint spezialisiert hatte.

## Sportliche Laufbahn
Erste internationale Erfahrungen sammelte Wang Yingju im Jahr 2008, als sie bei den Hallenasienmeisterschaften in Doha in 7,47 s die Silbermedaille im 60-Meter-Lauf hinter der Bahrainerin Ruqaya al-Ghasra gewann. Es blieb ihr einziger Auftritt bei einem internationalen Großevent, ehe sie ihre aktive Karriere 2010 im Alter von 25 Jahren beendete.

## Persönliche Bestzeiten
- 100 Meter: 11,68 s (−0,2 m/s), 17. Oktober 2005 in Nanjing
  - 60 Meter (Halle): 7,33 s, 6. März 2005 in Peking
- 200 Meter: 23,59 s (0,0 m/s), 19. September 2007 in Ürümqi